# Амиатинская хроника понтификов и императоров
Амиатинская хроника понтификов и императоров (лат. Chronicon pontificum et imperatorum Amiatinum) — составленные на латинском языке исторические заметки, получившие название от одной из рукописей, принадлежавших некогда монастырю святого Спасителя на горе Амиатино. Большая их часть совпадает с хроникой, носящей название «Хроники Гуго из Сан-Виктора», при этом автор сохранил более подробный каталог римских понтификов. Охватывает период с 996 по 1287 гг. Содержит сведения главным образом по истории Папства и Италии в X—XIII вв.

## Издания
- Chronicon pontificum et imperatorum Amiatinum / G. Waitz // MGH, SS. Bd. XXIV. Hannover. 1879, p. 833—836[2].

## Переводы на русский язык
- Амиатинская хроника понтификов и императоров в переводе И. М. Дьяконова на сайте Восточной литературы